# Unione Sportiva Città di Palermo 2010-2011
Questa voce raccoglie le informazioni riguardanti l'Unione Sportiva Città di Palermo nelle competizioni ufficiali della stagione 2010-2011.

## Stagione
In quest'annata la squadra gioca il campionato di Serie A per il settimo anno consecutivo stabilendo uno storico record, e torna a disputare le coppe europee, nella fattispecie l'Europa League, dopo tre anni di assenza dall'ultima apparizione in campo internazionale. Si appresta a disputare queste competizioni con la rosa più giovane dell'intera Serie A (con una media anni di 24,2). È la seconda squadra d'Europa, dopo i francesi del Rennes, a utilizzare per più minuti giocatori nati dopo il 1º gennaio 1989.
Per questa stagione Delio Rossi viene confermato allenatore. Due sono le innovazioni: il 3 giugno 2010 viene presentata la fidelity card "Goal Member", tessera del tifoso obbligatoria per tutte le società a partire da questa annata, e nella stessa giornata l'amministratore delegato Rinaldo Sagramola annuncia l'avvio del canale tematico "Palermo Channel" sulla piattaforma digitale terrestre dahlia TV.
Il raduno per preparare la nuova stagione è stato il 7 luglio 2010, mentre la prima parte del ritiro ha avuto inizio a partire dal 12 luglio, ancora a Bad Kleinkirchheim, fino al 23 luglio. In questa prima fase sono state giocate tre amichevoli con squadre dilettantistiche austriache, in cui ha spiccato Abel Hernández con 13 reti complessive, seguito dai neo acquisti Massimo Maccarone e Pajtim Kasami, rispettivamente con 7 e 5 realizzazioni.
La seconda parte del ritiro, effettuato a Sankt Veit an der Glan, è terminato il 6 agosto, mentre il 9 agosto c'è stato il primo allenamento al Barbera, di fronte dodicimila tifosi.
Il 12 agosto, in occasione della presentazione della squadra, viene allestito un triangolare con il Napoli e la spagnola Valencia  di fronte a 16.088 spettatori paganti nell'ambito del "Trofeo Assemblea Regionale Siciliana". La compagine rosanero ha vinto entrambe le partite da 45' aggiudicandosi il trofeo: la prima contro i partenopei (1-0, rete di Maccarone) e la seconda contro gli spagnoli (1-0, gol di Pinilla). La pre-stagione si chiude con Hernández autore di 19 reti.

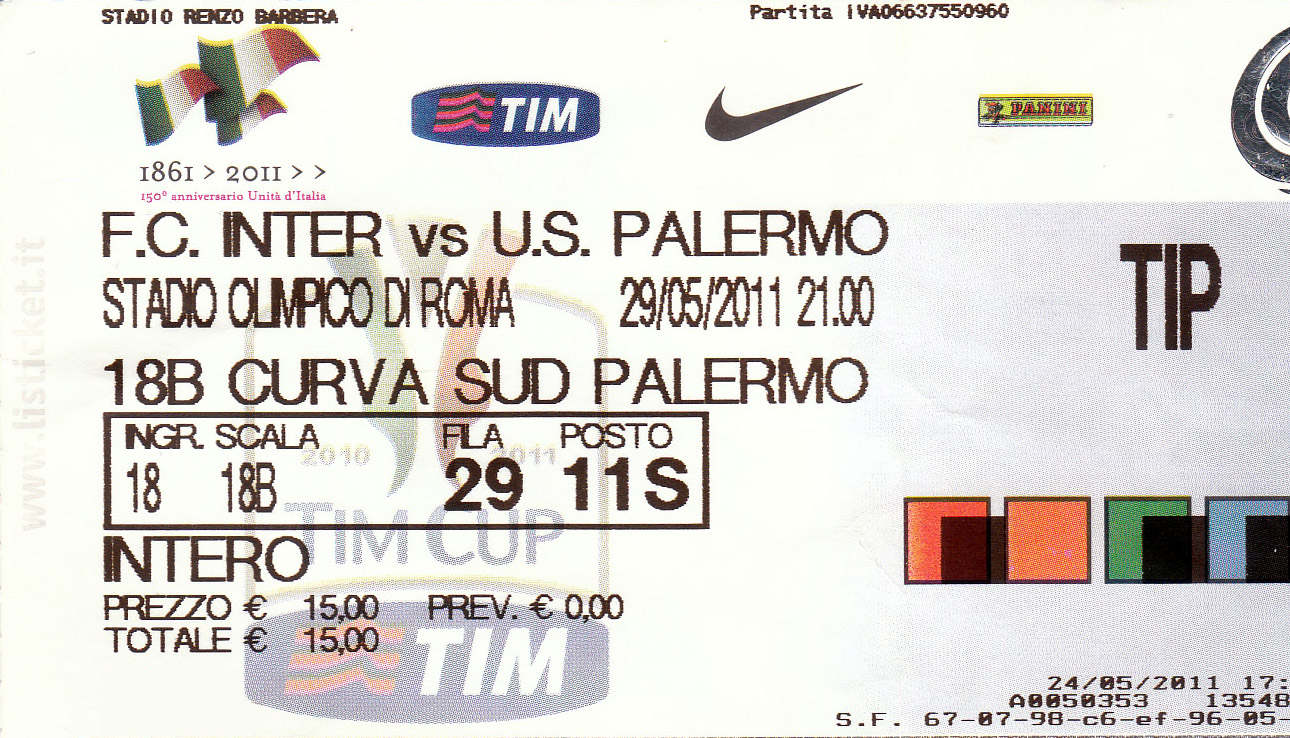
Biglietto della partita Inter-Palermo del 29 maggio 2011, valevole per la finale di Coppa Italia.

La stagione agonistica si apre ufficialmente con l'andata degli spareggi di Europa League contro gli sloveni del Maribor, battuti per 3-0 in un Renzo Barbera che ha fatto registrare il record di presenze per una competizione europea; le reti sono state segnate da Maccarone (all'esordio, su calcio di rigore), da Hernández e da Pastore. Nella partita di ritorno il Palermo perde 3-2 ma si qualifica alla fase a gironi dell'Europa League; protagonista dell'incontro è stato Hernández autore di una doppietta. Nelle due partite hanno esordito in maglia rosanero i nuovi acquisti Pajtim Kasami, Ezequiel Muñoz, Nicola Rigoni, Kamil Glik e Mauricio Pinilla.
Il campionato si apre con il pareggio a reti bianche in casa contro il Cagliari. Poi, dopo la prima sosta per la Nazionale, Brescia e Palermo sono i protagonisti del nuovo format della stagione 2010-2011, ovvero la partita della domenica alle ore 12:30, che ha comportato degli accorgimenti soprattutto dal punto di vista alimentare: la gara, che ha visto esordire gli sloveni Armin Bačinovič e Josip Iličić, finisce con la vittoria delle rondinelle per 3-2 ed è stata la prima di Delio Rossi con il modulo 4-3-2-1 (almeno all'inizio).
Il 15 settembre si chiude la campagna abbonamenti: le tessere sottoscritte sono state 16.737, 367 in più della stagione precedente. Il giorno seguente la squadra esordisce nel girone di Europa League, venendo battuta per 3-2 in casa dello Sparta Praga; in tale partita esordiscono in rosanero Matteo Darmian e João Pedro.
La terza partita dopo la sosta per la Nazionale è quella casalinga persa contro l'Inter (campione in carica) per 2-1; tali risultati negativi, precisamente come nella stagione precedente allo stesso periodo dell'anno, si sono ottenuti anche a causa di errori arbitrali puntualmente denunciati dalla società al termine della partita contro i milanesi del 19 settembre; in particolare, la sconfitta casalinga non si verificava da 29 giornate, dove il Palermo aveva ottenuto 21 vittorie e 8 pareggi. Con un punto in tre partite si è trattato anche del peggior inizio di campionato di Serie A dell'era-Zamparini. Poi è arrivata la vittoria in trasferta (la prima del campionato) contro la Juventus (3-1), battuta a domicilio per il terzo anno consecutivo: con questa vittoria, il Palermo fa registrare il record della prima squadra a vincere nel campionato italiano per tre volte consecutive in casa di un avversario. Seguono il pareggio casalingo per 2-2 contro il Lecce arrivato in rimonta e la seconda giornata dei gironi di Europa League contro gli svizzeri del Losanna battuti per 1-0 ottenendo così i primi tre punti della competizione; in questa partita hanno esordito in rosanero Francesco Benussi e Santiago García, mentre Fabrizio Miccoli - al rientro dall'infortunio - ha fatto il debutto stagionale.
A seguito della vittoria per 2-1 in trasferta contro la Fiorentina, dove è stato concesso un dubbio calcio di rigore ai padroni di casa, il Presidente Zamparini ha scritto una lettera aperta tramite il Corriere dello Sport - Stadio a Marcello Nicchi, Presidente dell'Associazione Italiana Arbitri, in cui denuncia i troppi errori arbitrali che la squadra rosanero ha a suo avviso subito.
La stagione prosegue con la vittoria casalinga per 4-1 sul Bologna e con tre sconfitte consecutive contro i russi del CSKA Mosca (3-0) in Europa League e contro Udinese (2-1) e Lazio (1-0, in quel momento capolista in campionato).
Il 1º novembre 2010 Walter Sabatini si dimette dalla carica di direttore sportivo del Palermo per motivi personali.
Dopo la quarta sconfitta consecutiva, nel ritorno contro il CSKA Mosca per 3-1, la squadra torna alla vittoria nella decima giornata di campionato, battendo il Genoa per 1-0. Il campionato continua con la sconfitta contro il Milan per 3-1 e la vittoria nel derby contro il Catania con lo stesso risultato con una tripletta di Pastore. Quest'ultimo è stato il primo giocatore a riuscire a segnare tre gol nella storia di tale derby e inoltre è stato il secondo giocatore straniero del Palermo a fare una tripletta in un campionato di Serie A. Non accadeva dalla stagione 1949-1950, dove l'ultimo era stato Čestmír Vycpálek, nella gara casalinga contro la Roma terminata 3-0. A tale vittoria ne seguiranno altre due in trasferta contro il neopromosso Cesena (2-1) e in casa contro la Roma (3-1 ancora il risultato) che la fa posizionare al sesto posto.
Il 2 dicembre si gioca la partita decisiva per la qualificazione alla fase successiva dell'Europa League contro lo Sparta Praga: il Palermo deve necessariamente vincere per poi sperare nella qualificazione all'ultima giornata, ma la partita finisce in pareggio (2-2) e la squadra viene eliminata con una giornata d'anticipo. In campionato segue una sconfitta (1-0) arrivata al 95' nel posticipo del lunedì (il primo del Palermo in questo campionato) in casa del Napoli; alla fine dello stesso si assiste a un'altra denuncia di torti arbitrali da parte del club. Nella giornata successiva il Palermo si riscatta battendo il Parma per 3-1 in quella che è stata la prima vittoria in rimonta della stagione.

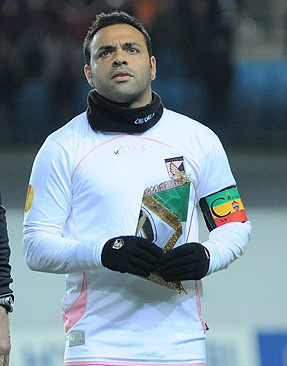
Fabrizio Miccoli con la fascia di capitano, appena prima del fischio d'inizio della trasferta disputata dai siciliani contro i Russi del CSKA Mosca nell'ambito della UEFA Europa League 2010-2011.

L'anno solare 2010 si chiude con il pareggio in trasferta per 1-1 contro il Bari, mentre il 2011 si apre con la partita contro la Sampdoria (vittoria per 3-0) per la terza volta negli ultimi quattro campionati. Il girone di andata ha termine col pareggio a reti bianche in trasferta contro il Chievo Verona e mantiene il 6º posto, mentre quello di ritorno inizia con la sconfitta per 3-1 ancora in trasferta contro il Cagliari, in cui la squadra subisce altri torti arbitrali che hanno spinto il Senatore Carlo Vizzini a fare un'interpellanza parlamentare in merito. Nel mezzo a queste due partite si è giocato l'ottavo di Coppa Italia ancora contro il Chievo, in cui la squadra ha vinto 1-0 con un calcio di rigore, mentre in campionato il Palermo è rimasta l'unica squadra della Serie A senza rigori a favore.
Seguono il ritorno alla vittoria in campionato, per 1-0 sul Brescia, e la vittoria ai quarti di finale di Coppa Italia contro il Parma ai tiri di rigore, decisi dall'esordiente Daniel Jara Martínez. Successivamente la squadra perde per 3-2 contro i campioni in carica dell'Inter (dopo il primo tempo concluso sul 2-0, partita nella quale è stato concesso il primo rigore in campionato) e quindi, vincendo per 2-1 in casa contro la Juventus, eguaglia il record di vittorie casalinghe consecutive in massima serie, 7, stabilito nella stagione precedente. Successivamente la squadra vince in trasferta per 4-2 contro il Lecce: erano quattro anni che il Palermo non riusciva a segnare quattro reti fuori casa. A quel momento, il Palermo è a due punti dalla zona Champions ma nella seguente sfida casalinga i rosanero perdono per 4-2 contro la Fiorentina non riuscendo a migliorare il record. A questa sconfitta ne segue una al 90' in trasferta contro il Bologna e un'altra in casa contro l'Udinese che vince 7-0: in questa maniera il Palermo stabilisce il proprio record di sconfitta interna con più gol di scarto e la fa allontanare da quarto posto con ben 8 punti di ritardo. All'indomani di ciò, Delio Rossi viene esonerato e al suo posto viene ingaggiato Serse Cosmi. L'esordio sulla panchina di Cosmi coincide con la quarta sconfitta consecutiva della squadra: 2-0 in trasferta contro la Lazio. La giornata successiva conferma la crisi del Palermo, che perde 1-0 sul campo del Genoa e inanella così la quinta sconfitta consecutiva. La striscia di risultati negativi si interrompe alla 30ª giornata, in quanto la squadra batte il Milan capolista per 1-0. Ritornati dalla sosta per le Nazionali durante la quale il Palermo ha visto undici suoi giocatori impegnati, la squadra perde per 4-0 il derby contro il Catania della 31ª giornata. In seguito a ciò, Cosmi viene esonerato dopo quattro partite e soli 3 punti fatti, sostituito dal richiamato Rossi. Il secondo debutto di Rossi sulla panchina del Palermo coincide con il pareggio casalingo per 2-2 contro il Cesena. Segue la vittoria esterna contro la Roma per 3-2.
Quattro giorni dopo il Palermo sfida il Milan a San Siro per la semifinale d'andata di Coppa Italia che termina 2-2. In campionato la squadra prosegue il cammino vincendo 2-1 sia contro il Napoli che contro il Bari al Barbera, inframezzati dalla sconfitta per 3-1 in trasferta contro il Parma. Il 10 maggio il Palermo ottiene la qualificazione alla finale di Coppa Italia, la terza della sua storia dopo le sconfitte nel 1974 e 1979, battendo nella semifinale di ritorno il Milan da tre giorni Campione d'Italia in un Renzo Barbera esaurito in ogni ordine di posto (33.414 spettatori, record stagionale). In virtù del fatto che l'altra finalista è l'Inter già matematicamente certa di partecipare alle prossime coppe europee, la squadra rosanero ottiene la qualificazione all'Europa League. Il campionato si chiude con la vittoria in trasferta per 2-1 contro la Sampdoria e la sconfitta casalinga per 3-1 contro il Chievo Verona con un ottavo posto a quota 56 punti. Inoltre, il Palermo ha avuto il minor numero di pareggi (5) e la seconda peggior difesa dietro al Lecce (ben 63 gol subiti).
La stagione si chiude, quindi, il 29 maggio, data in cui il Palermo sfida, all'Olimpico di Roma, l'Inter, perdendo per 3-1 quella che è stata la terza finale della sua storia a 32 anni da quella precedente, con gol della bandiera di Ezequiel Muñoz su un calcio d'angolo di Miccoli. A seguito di ciò, la squadra disputerà l'ultimo dei turni preliminari di Europa League in programma a fine luglio.

## Divise e sponsor
Lo sponsor tecnico è Legea, al primo anno dopo la separazione dalla Lotto. Lo sponsor ufficiale è stato, come nella parte finale della stagione precedente, Gruppo Eurobet, con accordo rinnovato in data 7 giugno 2010; la sponsorizzazione è valida solo per il campionato.
A partire dalla partita del 28 novembre 2010, Palermo-Roma, il logo di Banca Nuova è anche sulle magliette della squadra oltre che nel back drop delle interviste, nella piramide di centrocampo e nel rotor bordo-campo.
| Casa | Trasferta | Terza divisa |

## Organigramma societario
Area direttiva
- Presidente: Maurizio Zamparini
- Vice Presidente: Guglielmo Micciché
- Amministratore delegato: Rinaldo Sagramola
- Direttore amministrativo: Daniela De Angeli
- Direttore gestione: Giuseppe Del Bianco

Area organizzativa
- Segretario generale: Roberto Felicori
- Segretario organizzativo: Salvatore Francoforte

Area comunicazione
- Ufficio stampa: Andrea Siracusa, Silvana Polizzi Sabino
- Relazioni esterne: Laura Maria Anchisi
  - poi, Responsabile: Fabio Russomando

Area marketing
- Area marketing: Mauro Bellante

Area tecnica
- Direttore sportivo: Walter Sabatini, poi carica vacante
- Assistenti d.s.: Luca Cattani, Frederic Massara, Dario Rossi
- Team Manager: Giovanni Tedesco
- Responsabile settore giovanile: Rosario Argento
- Allenatore: Delio Rossi, dal 28 febbraio 2011 Serse Cosmi, dal 23 aprile 2011 Delio Rossi
- Allenatore in seconda: Fedele Limone, dal 28 febbraio 2011 Mario Palazzi, dal 23 aprile 2011 Fedele Limone
- Preparatore atletico: Valter Vio, dal 28 febbraio 2011 Francesco Bulletti, dal 23 aprile 2011 Valter Vio
- Preparatori recupero infortunati: Francesco Chinnici
- Preparatore dei portieri: Mario Paradisi

Area sanitaria
- Responsabile sanitario: Prof. Adelfio Elio Cardinale
- Medico sociale: Dott. Roberto Matracia
- Medici: Dott. Giuliano Poser, Prof. Diego Picciotto, Dott. Giuseppe Puleo
- Fisioterapisti: Ivone Michelini, Anton Roy Fernandez

## Rosa[47]
| N. |                      | Ruolo | Calciatore                     |
| -- | -------------------- | ----- | ------------------------------ |
| 1  | Brasile (bandiera)   | P     | Rubinho                        |
| 3  | Romania (bandiera)   | D     | Dorin Goian                    |
| 4  | Svizzera (bandiera)  | C     | Pajtim Kasami                  |
| 5  | Italia (bandiera)    | D     | Cesare Bovo                    |
| 6  | Argentina (bandiera) | D     | Ezequiel Muñoz                 |
| 7  | Italia (bandiera)    | C     | João Pedro                     |
| 8  | Italia (bandiera)    | C     | Giulio Migliaccio              |
| 9  | Uruguay (bandiera)   | A     | Abel Hernández                 |
| 10 | Italia (bandiera)    | A     | Fabrizio Miccoli (capitano)    |
| 11 | Italia (bandiera)    | C     | Fabio Liverani                 |
| 12 | Italia (bandiera)    | P     | Giacomo Brichetto              |
| 15 | Italia (bandiera)    | D     | Paolo Hernán Dellafiore        |
| 16 | Italia (bandiera)    | D     | Mattia Cassani (vice capitano) |
| 20 | Croazia (bandiera)   | A     | Igor Budan                     |
| 21 | Slovenia (bandiera)  | C     | Armin Bačinovič                |
| 22 | Italia (bandiera)    | A     | Michele Paolucci               |
| 23 | Italia (bandiera)    | C     | Antonio Nocerino               |
| 24 | Italia (bandiera)    | C     | Nicola Rigoni                  |
| 25 | Polonia (bandiera)   | D     | Kamil Glik                     |
| 27 | Argentina (bandiera) | C     | Javier Pastore                 |

| N. |                      | Ruolo | Calciatore           |
| -- | -------------------- | ----- | -------------------- |
| 29 | Argentina (bandiera) | D     | Santiago García      |
| 32 | Italia (bandiera)    | A     | Massimo Maccarone    |
| 36 | Italia (bandiera)    | D     | Matteo Darmian       |
| 42 | Italia (bandiera)    | D     | Federico Balzaretti  |
| 46 | Italia (bandiera)    | P     | Salvatore Sirigu     |
| 51 | Cile (bandiera)      | A     | Mauricio Pinilla     |
| 55 | Italia (bandiera)    | D     | Daniel Cappelletti   |
| 66 | Slovenia (bandiera)  | D     | Siniša Anđelković    |
| 72 | Slovenia (bandiera)  | C     | Josip Iličić         |
| 77 | Slovenia (bandiera)  | C     | Jasmin Kurtić        |
| 80 | Italia (bandiera)    | D     | Moris Carrozzieri    |
| 90 | Paraguay (bandiera)  | A     | Daniel Jara Martínez |
| 91 | Italia (bandiera)    | D     | Andrea Adamo         |
| 92 | Italia (bandiera)    | C     | Francesco Ardizzone  |
| 94 | Ghana (bandiera)     | C     | Afriyie Acquah       |
| 95 | Italia (bandiera)    | D     | Giuseppe Prestia     |
| 98 | Italia (bandiera)    | A     | Gabriele Zerbo       |
| 99 | Italia (bandiera)    | P     | Francesco Benussi    |
|    | Romania (bandiera)   | D     | Cristian Melinte     |
|    | Italia (bandiera)    | C     | Maurizio Ciaramitaro |

## Calciomercato

### Sessione estiva(dall'1/7 al 31/8)
In questa sessione di mercato la società ha incassato 30,5 milioni di euro dalle cessioni spendendone 29,5, chiudendo quindi il bilancio relativo alla compravendita con un milione di euro all'attivo.
La maggior parte degli introiti è arrivata tramite le cessioni di Simon Kjær al Wolfsburg e di Edinson Cavani al Napoli, mentre Giovanni Tedesco ha lasciato l'attività, Fábio Simplício e Mark Bresciano si sono svincolati, e Manuele Blasi, Marco Calderoni, Ondřej Čelůstka e Levan Mch'edlidze sono rientrati per fine prestito alle squadre detentrici del cartellino.
La maggior parte del mercato in entrata è stato concluso prima e durante il ritiro estivo, soprattutto con l'arrivo di giovani calciatori. Sono arrivati a Palermo i difensori Kamil Glik (Piast Gliwice), Ezequiel Muñoz (Boca Juniors), Santiago García (Rosario Central) e Matteo Darmian (Padova, via Milan), i centrocampisti Pajtim Kasami (Bellinzona) e Nicola Rigoni (Vicenza) e gli attaccanti più esperti Massimo Maccarone (Siena) e Mauricio Pinilla (Grosseto).
A mercato quasi concluso sono arrivati gli sloveni Armin Bačinovič e Josip Iličić dal Maribor (affrontati in Europa League), e sono partiti Paolo Hernán Dellafiore (destinazione Parma) e Nicolás Bertolo (Rael Saragozza), mentre negli ultimi minuti del calciomercato è stato acquistato il diciottenne João Pedro dall'Atlético Mineiro e sono stati piazzati Rubinho al Torino e Igor Budan al Cesena, non ultimando le cessioni dei rientranti Maurizio Ciaramitaro e Cristian Melinte, che sono quindi rimasti in rosa.
| Acquisti | Acquisti                | Acquisti         | Acquisti                   |
| R.       | Nome                    | da               | Modalità                   |
| -------- | ----------------------- | ---------------- | -------------------------- |
| P        | Francesco Benussi       | Lecce            | definitivo                 |
| P        | Giacomo Brichetto       | Novara           | definitivo                 |
| P        | Giuseppe Ingrassia      | Verona           | rientro prestito           |
| P        | Rubinho                 | Livorno          | rientro prestito           |
| P        | Samir Ujkani            | Novara           | rientro prestito           |
| D        | Alberto Cossentino      | Novara           | rientro prestito           |
| D        | Matteo Darmian          | Milan            | compartecipazione          |
| D        | Paolo Hernán Dellafiore | Parma            | rientro prestito           |
| D        | Santiago García         | Rosario Central  | definitivo (1 milioni €)   |
| D        | Kamil Glik              | Piast Gliwice    | definitivo                 |
| D        | Nicola Maniero          | Padova           | prestito                   |
| D        | Cristian Melinte        | Piacenza         | rientro prestito           |
| D        | Ezequiel Muñoz          | Boca Juniors     | definitivo (4,6 milioni €) |
| D        | Andrea Raggi            | Bologna          | rientro prestito           |
| D        | Samuele Romeo           | Lumezzane        | rientro prestito           |
| D        | Emanuele Terranova      | Lecce            | rientro prestito           |
| D        | Socrates Tsoukalas      | Peristeri        | definitivo                 |
| C        | Armin Bačinovič         | Maribor          | definitivo (0,8 milioni €) |
| C        | Maurizio Ciaramitaro    | Bellinzona       | rientro prestito           |
| C        | Daniele Conti           | Arezzo           | rientro prestito           |
| C        | Roberto Guana           | Bologna          | rientro prestito           |
| C        | Josip Iličić            | Maribor          | definitivo (2,2 milioni €) |
| C        | João Pedro              | Atlético Mineiro | definitivo (5 milioni €)   |
| C        | Pajtim Kasami           | Bellinzona       | definitivo                 |
| C        | Giuseppe Polito         | Südtirol         | riscatto compartecipazione |
| C        | Nicola Rigoni           | Vicenza          | rientro prestito           |
| C        | Salvatore Temperino     | Rimini           | rientro prestito           |
| C        | Francesco Mirko Velardi | Foggia           | riscatto compartecipazione |
| A        | Edgar Çani              | Piacenza         | rientro prestito           |
| A        | Paolo Carbonaro         | Giulianova       | rientro prestito           |
| A        | Davis Curiale           | Cittadella       | rientro prestito           |
| A        | Daniel Jara Martínez    | Nacional         | definitivo                 |
| A        | Massimo Maccarone       | Siena            | definitivo (4,5 milioni €) |
| A        | Umberto Nappello        | Potenza          | definitivo                 |
| A        | Gianluca Palmiteri      | Celano           | rientro prestito           |
| A        | Mauricio Pinilla        | Grosseto         | definitivo (3 milioni €)   |
| A        | Davide Succi            | Bologna          | rientro prestito           |

| Cessioni | Cessioni                | Cessioni       | Cessioni                                    |
| R.       | Nome                    | a              | Modalità                                    |
| -------- | ----------------------- | -------------- | ------------------------------------------- |
| P        | Francesco Benussi       | Lecce          | fine prestito                               |
| P        | Giacomo Brichetto       | Novara         | fine prestito                               |
| P        | Andrea Caroppo          | Brescia        | fine prestito                               |
| P        | Giuseppe Ingrassia      | Pergocrema     | prestito                                    |
| P        | Rubinho                 | Torino         | prestito                                    |
| P        | Samir Ujkani            | Novara         | prestito                                    |
| D        | Andrea Adamo            | Reggiana       | prestito                                    |
| D        | Marco Calderoni         | Piacenza       | fine prestito                               |
| D        | Daniel Cappelletti      | Padova         | prestito                                    |
| D        | Ondřej Čelůstka         | Slavia Praga   | fine prestito                               |
| D        | Alberto Cossentino      | Novara         | compartecipazione                           |
| D        | Paolo Hernán Dellafiore | Parma          | prestito                                    |
| D        | Simon Kjær              | Wolfsburg      | definitivo (12,5 milioni €)                 |
| D        | Antonio Mazzotta        | Lecce          | riscatto compartecipazione (0,35 milioni €) |
| D        | Michel Morganella       | Novara         | prestito (0 milioni €)                      |
| D        | Eros Pellegrini         | Pavia          | prestito                                    |
| D        | Marco Pergolizzi        | Sambenedettese |                                             |
| D        | Andrea Raggi            | Bari           | prestito                                    |
| D        | Samuele Romeo           | Alessandria    | prestito                                    |
| D        | Adriano Siragusa        | Juve Stabia    | prestito                                    |
| D        | Emanuele Terranova      | Frosinone      | prestito                                    |
| C        | Nicolás Bertolo         | Real Saragozza | prestito                                    |
| C        | Mark Bresciano          | -              | svincolato                                  |
| C        | Manuele Blasi           | Napoli         | fine prestito                               |
| C        | Daniele Conti           | Südtirol       | prestito                                    |
| C        | Gianmarco Corsino       | Pro Belvedere  | prestito                                    |
| C        | Guido Davì              | Juve Stabia    | prestito                                    |
| C        | Roberto Guana           | Chievo         | prestito                                    |
| C        | Karim Laribi            | Foggia         | prestito                                    |
| C        | Francesco Pitarresi     | Juve Stabia    | prestito                                    |
| C        | Giuseppe Polito         | Pomezia        | prestito                                    |
| C        | Fábio Simplício         | -              | svincolato                                  |
| C        | Salvatore Temperino     | Canavese       | prestito                                    |
| C        | Francesco Mirko Velardi | Modena         | prestito                                    |
| A        | Igor Budan              | Cesena         | prestito                                    |
| A        | Edgar Çani              | Modena         | prestito                                    |
| A        | Paolo Carbonaro         | Barletta       | prestito                                    |
| A        | Edinson Cavani          | Napoli         | prestito (5 milioni €)                      |
| A        | Davis Curiale           | Crotone        | prestito (0 milioni €)                      |
| A        | Marco Giovio            | Grosseto       | compartecipazione                           |
| A        | Jerry Mbakogu           | Padova         | fine prestito                               |
| A        | Levan Mch'edlidze       | Empoli         | fine prestito                               |
| A        | Gianluca Palmiteri      | Celano         | prestito                                    |
| A        | Davide Succi            | Padova         | prestito                                    |

### Sessione invernale(dal 3/1 al 31/1)
In inverno la società ha acquistato due nuovi sloveni, Siniša Anđelković e Jasmin Kurtić, a dicembre, formalizzando l'acquisto all'apertura ufficiale del mercato il 3 gennaio. Rientra dal prestito Paolo Carbonaro che viene girato in prestito al Gela in Lega Pro Prima Divisione. A fine mercato vengono ufficializzati gli acquisti di Pablo Andrés González che rimarrà al Novara fino a fine stagione e Michele Paolucci.
Sul fronte cessioni, oltre al prestito di Carbonaro vanno in prestito il polacco Kamil Glik al Bari, Nicola Rigoni al Vicenza e João Pedro al Vitória Guimaraes in Portogallo. Maurizio Ciaramitaro trova un accordo di risoluzione contrattuale consensuale con la squadra e va a Modena, mentre Massimo Maccarone viene acquistato dalla Sampdoria per 3 milioni di euro.
| Acquisti | Acquisti              | Acquisti | Acquisti                 |
| R.       | Nome                  | da       | Modalità                 |
| -------- | --------------------- | -------- | ------------------------ |
| D        | Siniša Anđelković     | Maribor  | definitivo               |
| D        | Rosario Costantino    | Monopoli | rientro prestito         |
| C        | Jasmin Kurtić         | Gorica   | definitivo               |
| A        | Paolo Carbonaro       | Barletta | fine prestito            |
| A        | Pablo Andrés González | Novara   | definitivo (5 milioni €) |
| A        | Michele Paolucci      | Siena    | prestito                 |

| Cessioni | Cessioni              | Cessioni          | Cessioni                 |
| R.       | Nome                  | a                 | Modalità                 |
| -------- | --------------------- | ----------------- | ------------------------ |
| D        | Rosario Costantino    | Isola Liri        | prestito                 |
| D        | Kamil Glik            | Bari              | prestito                 |
| C        | Maurizio Ciaramitaro  | -                 | risoluzione              |
| C        | João Pedro            | Vitória Guimarães | prestito                 |
| C        | Nicola Rigoni         | Vicenza           | prestito                 |
| A        | Paolo Carbonaro       | Gela              | prestito                 |
| A        | Pablo Andrés González | Novara            | prestito                 |
| A        | Massimo Maccarone     | Sampdoria         | definitivo (3 milioni €) |

## Risultati

### Serie A[75]

#### Girone di andata
| Palermo 29 agosto 2010, ore 20:45 CEST 1ª giornata | Palermo                  | 0 – 0 referto | Cagliari | Stadio Renzo Barbera (28.612 spett.)\| Arbitro: \| Morganti (Ascoli Piceno) \| |
| Arbitro:                                           | Morganti (Ascoli Piceno) |               |          |                                                                                |

| Arbitro: | Tagliavento (Terni) |

|                                             |           |                            |
| Dallamano 3’ Éder 28’ Caracciolo 43’ (rig.) | Marcatori | 23’ Pastore 82’ Balzaretti |

| Arbitro: | Romeo (Verona) |

|            |           |                |
| Iličić 29’ | Marcatori | 62’, 70’ Eto'o |

| Arbitro: | Orsato (Schio) |

|              |           |                                |
| Iaquinta 88’ | Marcatori | 2’ Pastore 62’ Iličić 85’ Bovo |

| Arbitro: | Bergonzi (Genova) |

|                             |           |                          |
| Pinilla 53’ Maccarone 90+3’ | Marcatori | 8’ Giacomazzi 46’ Corvia |

| Arbitro: | Mazzoleni (Bergamo) |

|               |           |                        |
| Gilardino 58’ | Marcatori | 20’ Iličić 37’ Pastore |

| Arbitro: | Valeri (Roma) |

|                                                  |           |             |
| Pastore 17’ Iličić 24’ Pinilla 47’ Bačinovič 83’ | Marcatori | 66’ Di Vaio |

| Arbitro: | Giannoccaro (Lecce) |

|                                 |           |             |
| Benatia 9’ Di Natale 54’ (rig.) | Marcatori | 83’ Pinilla |

| Arbitro: | Damato (Barletta) |

|  |           |          |
|  | Marcatori | 27’ Dias |

| Arbitro: | Brighi (Cesena) |

|             |           |  |
| Pinilla 42’ | Marcatori |  |

| Arbitro: | Banti (Livorno) |

|                                             |           |               |
| Pato 19’ Ibrahimović 77’ (rig.) Robinho 82’ | Marcatori | 63’ Bačinovič |

| Arbitro: | Valeri (Roma) |

|                       |           |              |
| Pastore 33’, 47’, 85’ | Marcatori | 46’ Terlizzi |

| Arbitro: | De Marco (Chiavari) |

|             |           |                        |
| Bogdani 24’ | Marcatori | 11’ Iličić 51’ Miccoli |

| Arbitro: | Brighi (Cesena) |

|                                     |           |             |
| Miccoli 20’ Iličić 61’ Nocerino 65’ | Marcatori | 90+2’ Totti |

| Arbitro: | Morganti (Ascoli Piceno) |

|              |           |  |
| Maggio 90+5’ | Marcatori |  |

| Arbitro: | Gava (Conegliano) |

|                                             |           |                 |
| Pinilla 51’ Miccoli 61’ Zaccardo 88’ (aut.) | Marcatori | 7’ A. Lucarelli |

| Arbitro: | Rizzoli (Bologna) |

|                        |           |              |
| A. Masiello 53’ (rig.) | Marcatori | 45+2’ Iličić |

| Arbitro: | Celi (Campobasso) |

|                                          |           |  |
| Miccoli 37’ Migliaccio 50’ Maccarone 79’ | Marcatori |  |

| Verona 9 gennaio 2011, ore 15:00 CET 19ª giornata | Chievo          | 0 – 0 referto | Palermo | Stadio Marcantonio Bentegodi (9.800 spett.)\| Arbitro: \| Peruzzo (Schio) \| |
| Arbitro:                                          | Peruzzo (Schio) |               |         |                                                                              |

#### Girone di ritorno
| Arbitro: | Tagliavento (Terni) |

|                                            |           |             |
| Matri 23’ Nocerino 47’ (aut.) Biondini 54’ | Marcatori | 50’ Pastore |

| Arbitro: | Gervasoni (Mantova) |

|          |           |  |
| Bovo 86’ | Marcatori |  |

| Arbitro: | Rizzoli (Bologna) |

|                            |           |                         |
| Pazzini 57’, 73’ Eto'o 76’ | Marcatori | 5’ Miccoli 36’ Nocerino |

| Arbitro: | Morganti (Ascoli Piceno) |

|                           |           |               |
| Miccoli 7’ Migliaccio 20’ | Marcatori | 36’ Marchisio |

| Arbitro: | Brighi (Cesena) |

|                         |           |                                                    |
| Giacomazzi 17’ Jeda 50’ | Marcatori | 45+2’ Miccoli 57’ Pastore 60’ Hernández 62’ Iličić |

| Arbitro: | C. Russo (Nola) |

|                         |           |                                                           |
| Pastore 7’ Nocerino 48’ | Marcatori | 35’ Gilardino 70’ Camporese 77’ (aut.) Bovo 88’ Montolivo |

| Arbitro: | De Marco (Chiavari) |

|            |           |  |
| Paponi 90’ | Marcatori |  |

| Arbitro: | Peruzzo (Schio) |

|  |           |                                                           |
|  | Marcatori | 10’, 41’, 61’ (rig.) Di Natale 19’, 28’, 42’, 48’ Sánchez |

| Arbitro: | Gava (Conegliano) |

|                |           |  |
| Sculli 7’, 18’ | Marcatori |  |

| Arbitro: | Romeo (Verona) |

|                  |           |  |
| Floro Flores 77’ | Marcatori |  |

| Arbitro: | Tagliavento (Terni) |

|           |           |  |
| Goian 10’ | Marcatori |  |

| Arbitro: | Morganti (Ascoli Piceno) |

|                                                           |           |  |
| Balzaretti 48’ (aut.) Bergessio 61’ Ledesma 68’ Pesce 77’ | Marcatori |  |

| Arbitro: | Peruzzo (Schio) |

|                       |           |                            |
| Kurtić 5’ Pinilla 36’ | Marcatori | 92’ Parolo 96’ Giaccherini |

| Arbitro: | Romeo (Verona) |

|                              |           |                                       |
| Totti 20’ (rig.) Vučinić 92’ | Marcatori | 43’ (rig.) Pinilla 84’, 90’ Hernández |

| Arbitro: | Damato (Barletta) |

|                                |           |                  |
| Balzaretti 38’ Bovo 45’ (rig.) | Marcatori | 2’ (rig.) Cavani |

| Arbitro: | Celi (Campobasso) |

|                                      |           |             |
| Džemaili 2’ Modesto 23’ Candreva 89’ | Marcatori | 56’ Pastore |

| Arbitro: | Pinzani (Empoli) |

|                      |           |                |
| Miccoli 39’ Bovo 53’ | Marcatori | 7’ Bentivoglio |

| Arbitro: | Mazzoleni (Bergamo) |

|              |           |                           |
| Biabiany 50’ | Marcatori | 45+1’ Miccoli 86’ Pinilla |

| Arbitro: | Gallione (Alessandria) |

|              |           |                                          |
| Nocerino 14’ | Marcatori | 41’ Pellissier 67’ Constant 80’ Pulzetti |

### Coppa Italia

#### Fase finale
| Arbitro: | De Marco (Chiavari) |

|                    |           |  |
| Miccoli 80’ (rig.) | Marcatori |  |

| Arbitro: | Brighi (Cesena) |

|                                                        |                      |                                                    |
| Cassani Bovo Balzaretti Nocerino Pastore Jara Martínez | Tiri di rigore 5 – 4 | Crespo Palladino Modesto Candreva Giovinco Valiani |

| Arbitro: | De Marco (Chiavari) |

|                               |           |                           |
| Ibrahimović 4’ Emanuelson 76’ | Marcatori | 14’ Pastore 53’ Hernández |

| Arbitro: | Rocchi (Firenze) |

|                                |           |                   |
| Migliaccio 63’ Bovo 73’ (rig.) | Marcatori | 90+4’ Ibrahimović |

| Arbitro: | Morganti (Ascoli Piceno) |

|                             |           |           |
| Eto'o 26’, 76’ Milito 90+1’ | Marcatori | 88’ Muñoz |

### UEFA Europa League

#### Play-off
| Arbitro: | McDonald |

|                                                |           |  |
| Maccarone 37’ (rig.) Hernández 39’ Pastore 77’ | Marcatori |  |

| Arbitro: | Sukhina |

|                                       |           |                    |
| Tavares 14’ Iličič 58’ Anđelković 89’ | Marcatori | 62’, 68’ Hernández |

#### Fase a gironi
| Arbitro: | Kakos |

|                                    |           |                             |
| Bony 17’ Kladrubský 68’ Kadlec 75’ | Marcatori | 38’ Maccarone 83’ Hernández |

| Arbitro: | Kaasik |

|                |           |  |
| Migliaccio 79’ | Marcatori |  |

| Arbitro: | Schörgenhofer |

|  |           |                            |
|  | Marcatori | 34’, 59’ Doumbia 82’ Necid |

| Arbitro: | de Sousa |

|                          |           |               |
| Honda 47’ Necid 50’, 53’ | Marcatori | 10’ Maccarone |

| Arbitro: | Strahonja |

|                               |           |                                 |
| Rigoni 23’ Pinilla 60’ (rig.) | Marcatori | 51’ (rig.) Kladrubský 62’ Kucka |

| Arbitro: | Genov |

|  |           |           |
|  | Marcatori | 84’ Muñoz |

## Statistiche

### Statistiche di squadra
| Competizione  | Punti | In casa | In casa | In casa | In casa | In casa | In casa | In trasferta | In trasferta | In trasferta | In trasferta | In trasferta | In trasferta | Totale | Totale | Totale | Totale | Totale | Totale | DR |
| Competizione  | Punti | G       | V       | N       | P       | Gf      | Gs      | G            | V            | N            | P            | Gf           | Gs           | G      | V      | N      | P      | Gf     | Gs     | DR |
| ------------- | ----- | ------- | ------- | ------- | ------- | ------- | ------- | ------------ | ------------ | ------------ | ------------ | ------------ | ------------ | ------ | ------ | ------ | ------ | ------ | ------ | -- |
| Serie A       | 56    | 19      | 11      | 3       | 5       | 33      | 28      | 19           | 6            | 2            | 11           | 25           | 35           | 38     | 17     | 5      | 16     | 58     | 63     | -5 |
| Coppa Italia  | -     | 3       | 2       | 1       | 0       | 3       | 1       | 2            | 0            | 1            | 1            | 3            | 5            | 5      | 2      | 2      | 1      | 6      | 6      | 0  |
| Europa League | -     | 4       | 2       | 1       | 1       | 6       | 5       | 4            | 1            | 0            | 3            | 6            | 9            | 8      | 3      | 1      | 4      | 12     | 14     | -2 |
| Totale        | -     | 26      | 15      | 5       | 6       | 42      | 34      | 25           | 7            | 3            | 15           | 34           | 49           | 51     | 22     | 8      | 21     | 76     | 83     | -7 |

### Andamento in campionato
| Giornata  | 1  | 2  | 3  | 4  | 5  | 6 | 7 | 8 | 9  | 10 | 11 | 12 | 13 | 14 | 15 | 16 | 17 | 18 | 19 | 20 | 21 | 22 | 23 | 24 | 25 | 26 | 27 | 28 | 29 | 30 | 31 | 32 | 33 | 34 | 35 | 36 | 37 | 38 |
| --------- | -- | -- | -- | -- | -- | - | - | - | -- | -- | -- | -- | -- | -- | -- | -- | -- | -- | -- | -- | -- | -- | -- | -- | -- | -- | -- | -- | -- | -- | -- | -- | -- | -- | -- | -- | -- | -- |
| Luogo     | C  | T  | C  | T  | C  | T | C | T | C  | C  | T  | C  | T  | C  | T  | C  | T  | C  | T  | T  | C  | T  | C  | T  | C  | T  | C  | T  | T  | C  | T  | C  | T  | C  | T  | C  | T  | C  |
| Risultato | N  | P  | P  | V  | N  | V | V | P | P  | V  | P  | V  | V  | V  | P  | V  | N  | V  | N  | P  | V  | P  | V  | V  | P  | P  | P  | P  | P  | V  | P  | N  | V  | V  | P  | V  | V  | P  |
| Posizione | 13 | 16 | 18 | 16 | 14 | 8 | 6 | 7 | 10 | 8  | 9  | 7  | 7  | 6  | 7  | 6  | 7  | 7  | 6  | 7  | 7  | 8  | 6  | 6  | 8  | 8  | 8  | 8  | 10 | 8  | 8  | 8  | 8  | 8  | 8  | 8  | 8  | 8  |

Legenda:

Luogo: C = Casa; T = Trasferta. Risultato: V = Vittoria; N = Pareggio; P = Sconfitta.

### Statistiche dei giocatori
Sono in corsivo i calciatori che hanno lasciato la società a stagione in corso.
| Giocatore        | Serie A  | Serie A | Serie A     | Serie A    | Coppa Italia | Coppa Italia | Coppa Italia | Coppa Italia | Europa League | Europa League | Europa League | Europa League | Totale   | Totale | Totale      | Totale     |
| Giocatore        | Presenze | Reti    | Ammonizioni | Espulsioni | Presenze     | Reti         | Ammonizioni  | Espulsioni   | Presenze      | Reti          | Ammonizioni   | Espulsioni    | Presenze | Reti   | Ammonizioni | Espulsioni |
| ---------------- | -------- | ------- | ----------- | ---------- | ------------ | ------------ | ------------ | ------------ | ------------- | ------------- | ------------- | ------------- | -------- | ------ | ----------- | ---------- |
| A. Acquah        | 11       | 0       | -           | -          | 3            | 0            | -            | -            | 0             | 0             | 0             | 0             | 14       | 0      | 0           | 0          |
| A. Adamo         | 0        | 0       | 0           | 0          | 0            | 0            | 0            | 0            | -             | -             | -             | -             | 0        | 0      | 0           | 0          |
| S. Anđelković    | 7        | 0       | -           | -          | 1            | 0            | -            | -            | -             | -             | -             | -             | 8        | 0      | -           | -          |
| F. Ardizzone     | 0        | 0       | 0           | 0          | 0            | 0            | 0            | 0            | 1             | 0             | 0             | 0             | 1        | 0      | 0           | 0          |
| A. Bačinovič     | 33       | 2       | -           | -          | 2            | 0            | -            | -            | -             | -             | -             | -             | 35       | 2      | -           | -          |
| F. Balzaretti    | 33       | 2       | -           | -          | 4            | 0            | -            | -            | 7             | 0             | -             | -             | 44       | 2      | -           | -          |
| F. Benussi       | 1        | -1      | -           | -          | 0            | -0           | -            | -            | 5             | -8            | -             | -             | 6        | -9     | -           | -          |
| C. Bovo          | 32       | 4       | -           | -          | 4            | 1            | -            | -            | 7             | 0             | -             | -             | 43       | 5      | -           | -          |
| G. Brichetto     | 0        | -0      | 0           | 0          | 0            | -0           | 0            | 0            | -             | -             | -             | -             | 0        | -0     | 0           | 0          |
| I. Budan         | 0        | 0       | 0           | 0          | 0            | 0            | 0            | 0            | 0             | 0             | 0             | 0             | 0        | 0      | 0           | 0          |
| D. Cappelletti   | 0        | 0       | 0           | 0          | 0            | 0            | 0            | 0            | -             | -             | -             | -             | 0        | 0      | 0           | 0          |
| M. Carrozzieri   | 1        | 0       | -           | -          | 1            | 0            | -            | -            | -             | -             | -             | -             | 2        | 0      | -           | -          |
| M. Cassani       | 32       | 0       | -           | -          | 5            | 0            | -            | -            | 7             | 0             | -             | -             | 44       | 0      | -           | -          |
| M. Ciaramitaro   | 0        | 0       | 0           | 0          | 0            | 0            | 0            | 0            | 0             | 0             | 0             | 0             | 0        | 0      | 0           | 0          |
| M. Darmian       | 11       | 0       | -           | -          | 1            | 0            | -            | -            | 4             | 0             | -             | -             | 16       | 0      | -           | -          |
| P.H. Dellafiore  | 0        | 0       | 0           | 0          | 0            | 0            | 0            | 0            | 0             | 0             | 0             | 0             | 0        | 0      | 0           | 0          |
| S. García        | 3        | 0       | -           | -          | 1            | 0            | -            | -            | 3             | 0             | -             | -             | 7        | 0      | -           | -          |
| K. Glik          | 0        | 0       | 0           | 0          | 0            | 0            | 0            | 0            | 4             | 0             | -             | -             | 4        | 0      | 0           | 0          |
| D. Goian         | 16       | 1       | -           | -          | 3            | 0            | -            | -            | 3             | 0             | -             | -             | 22       | 1      | -           | -          |
| A. Hernández     | 22       | 3       | -           | -          | 3            | 1            | -            | -            | 4             | 4             | -             | -             | 29       | 8      | -           | -          |
| J. Iličić        | 34       | 8       | -           | -          | 5            | 0            | -            | -            | -             | -             | -             | -             | 39       | 8      | -           | -          |
| D. Jara Martínez | 0        | 0       | 0           | 0          | 1            | 0            | -            | -            | 0             | 0             | 0             | 0             | 1        | 0      | 0           | 0          |
| João Pedro       | 1        | 0       | -           | -          | 0            | 0            | 0            | 0            | 3             | 0             | -             | -             | 4        | 0      | 0           | 0          |
| P. Kasami        | 14       | 0       | -           | -          | 2            | 0            | -            | -            | 8             | 0             | -             | -             | 24       | 0      | -           | -          |
| J. Kurtić        | 4        | 1       | -           | -          | 1            | 0            | -            | -            | -             | -             | -             | -             | 5        | 1      | -           | -          |
| F. Liverani      | 12       | 0       | -           | -          | 1            | 0            | -            | -            | 5             | 0             | -             | -             | 18       | 0      | -           | -          |
| M. Maccarone     | 18       | 2       | -           | -          | 0            | 0            | -            | -            | 8             | 3             | -             | -             | 26       | 5      | -           | -          |
| C. Melinte       | 0        | 0       | 0           | 0          | 0            | 0            | 0            | 0            | 0             | 0             | 0             | 0             | 0        | 0      | 0           | 0          |
| F. Miccoli       | 21       | 9       | -           | -          | 4            | 1            | -            | -            | 3             | 0             | -             | -             | 28       | 10     | -           | -          |
| G. Migliaccio    | 35       | 2       | -           | -          | 5            | 1            | -            | -            | 6             | 1             | -             | -             | 46       | 4      | -           | -          |
| E. Muñoz         | 34       | 0       | -           | -          | 4            | 1            | -            | -            | 4             | 1             | -             | -             | 42       | 2      | -           | -          |
| A. Nocerino      | 38       | 4       | -           | -          | 5            | 0            | -            | -            | 6             | 0             | -             | -             | 49       | 4      | -           | -          |
| M. Paolucci      | 2        | 0       | -           | -          | 0            | 0            | 0            | 0            | -             | -             | -             | -             | 2        | 0      | 0           | 0          |
| J. Pastore       | 35       | 11      | -           | -          | 4            | 1            | -            | -            | 6             | 1             | -             | -             | 45       | 13     | -           | -          |
| M. Pinilla       | 22       | 8       | -           | -          | 3            | 0            | -            | -            | 6             | 1             | -             | -             | 31       | 9      | -           | -          |
| G. Prestia       | 0        | 0       | 0           | 0          | 0            | 0            | 0            | 0            | 1             | 0             | -             | -             | 1        | 0      | 0           | 0          |
| N. Rigoni        | 4        | 0       | -           | -          | 0            | 0            | -            | -            | 5             | 1             | -             | -             | 9        | 1      | -           | -          |
| Rubinho          | 0        | -0      | 0           | 0          | 0            | -0           | 0            | 0            | 0             | -0            | 0             | 0             | 0        | -0     | 0           | 0          |
| S. Sirigu        | 37       | -62     | -           | -          | 5            | -6           | -            | -            | 3             | -6            | -             | -             | 45       | -74    | -           | -          |
| G. Zerbo         | 0        | 0       | 0           | 0          | 0            | 0            | 0            | 0            | 1             | 0             | -             | -             | 1        | 0      | 0           | 0          |